# Прончищева (река)
Прончи́щева — река, протекающая в Красноярском крае России. Длина реки составляет 80 км, площадь водосборного бассейна — 942 км². 
Названа в честь русского полярного исследователя Арктики В. В. Прончищева.
Река вытекает из озера Заметное в горах Бырранга на востоке полуострова Таймыр на высоте более 327 м над уровнем моря. В верховьях течёт преимущественно в южном направлении по горной тундре, затем, обогнув Белую гряду с юга, поворачивает на восток, выходит на заболоченную равнину. Приняв сток из озера Прончищева через протоку Широкую, поворачивает на юго-восток. Впадает с запада в лагуну Немцова моря Лаптевых на берегу Прончищева в 40 км к юго-западу от устья реки Кульдимы и в 30 км к северо-востоку от устья Чернохребетной. Ширина перед устьем — 50 м при глубине 0,4 м; скорость течения в низовьях составляет 0,2 м/с. Населённые пункты на реке отсутствуют. 

## Основные притоки
Указаны поименованные притоки длиной 20 км и более
| Название   | Расстояние от устья | Длина | Положение |
| ---------- | ------------------- | ----- | --------- |
| Полярная   | 10                  | 27    | правый    |
| Река Марии | 36                  | 24    | левый     |

## Данные водного реестра
По данным государственного водного реестра России и геоинформационной системы водохозяйственного районирования территории РФ, подготовленной Федеральным агентством водных ресурсов:
- Бассейновый округ — Енисейский
- Речной бассейн — Хатанга
- Речной подбассейн — Хатанга от слияния Хеты и Котуя до устья
- Водохозяйственный участок — Реки бассейна моря Лаптевых от мыса Прончищева до границы между Таймырским Долгано-Ненецким районом Красноярского края и Республикой Саха (Якутия) без реки Хатанги
- Код водного объекта — 17040400212117600003205